# St. Nikolaus (Obereßfeld)

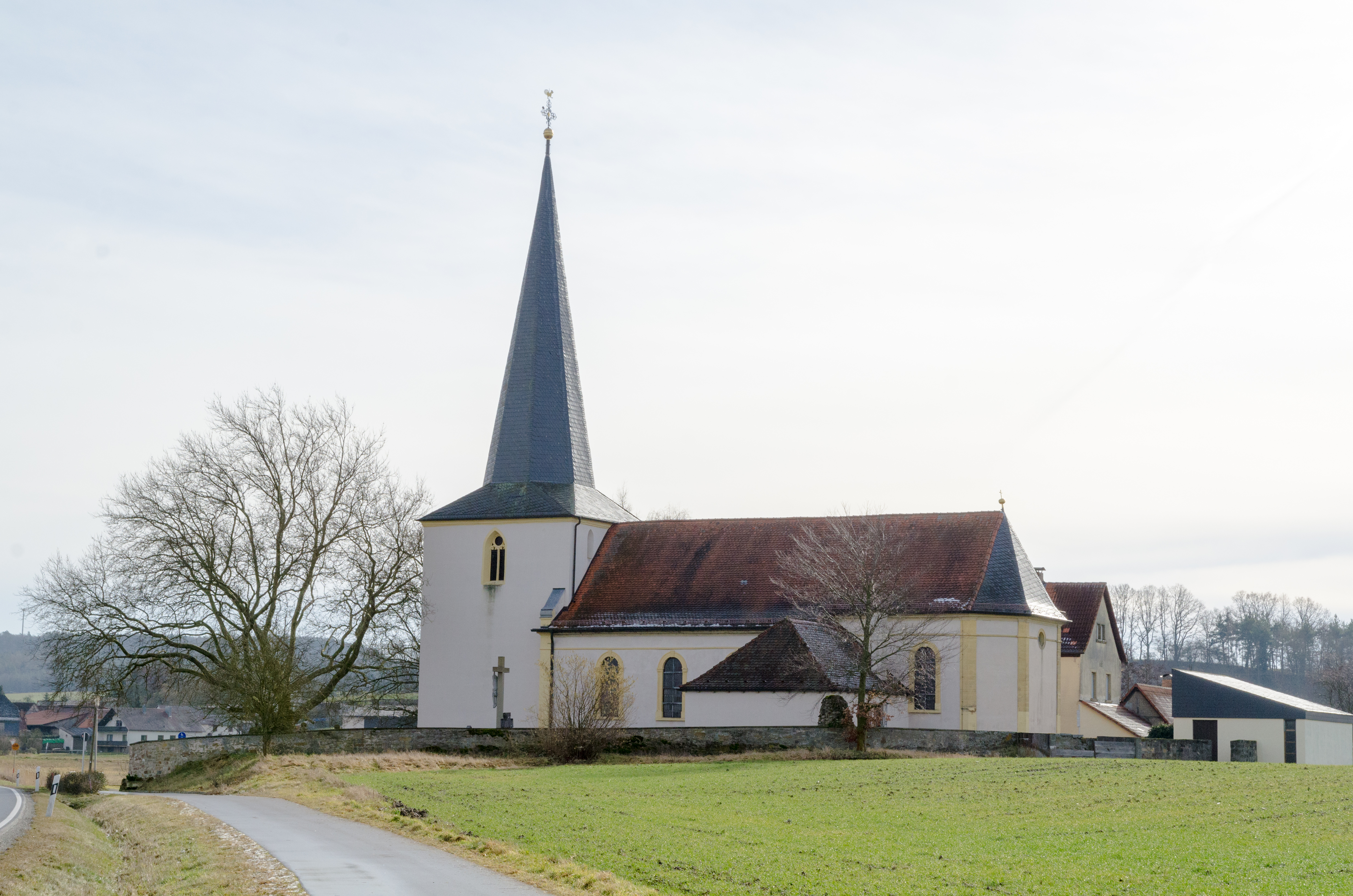
St. Nikolaus in Obereßfeld

Die römisch-katholische Pfarrkirche St. Nikolaus steht in Obereßfeld, einem Gemeindeteil von Sulzdorf an der Lederhecke im unterfränkischen Landkreis Rhön-Grabfeld in Bayern. Das denkmalgeschützte Bauwerk entstand im 17. Jahrhundert. Die Pfarrei gehört zur Pfarreiengemeinschaft St. Martin im östlichen Grabfeld (Untereßfeld) im Dekanat Bad Neustadt des Bistums Würzburg.

## Beschreibung
Die unteren Geschosse des dreigeschossigen Kirchturms der Saalkirche stammen aus dem 14. Jahrhundert. Seine heutige Gestalt mit dem achtseitigen, schiefergedeckten Knickhelm erhielt er 1612. Das Langhaus mit drei Fensterachsen und der eingezogene, dreiseitig geschlossenen Chor wurden 1775/77 erneuert. Portale befinden sich auf der Südseite des Langhauses und auf der Ostseite des Kirchturms, über dem in einer Nische die Statue des heiligen Nikolaus befindet. 
Die Deckenmalereien im Innenraum stammen von Johann Peter Herrlein. Im Chor ist die bildliche Darstellung der Trinität zu sehen. Zur Kirchenausstattung gehört ein der 1778 gebaute Hochaltar, der von je drei Säulen flankiert wird. Die Altarretabel der zur gleichen Zeit entstandenen Seitenaltäre zeigen eine Maria Immaculata bzw. den heiligen Nikolaus. Auf der um 1780 gebauten Kanzel sind die vier Evangelisten dargestellt. Das Taufbecken stammt aus der Zeit um 1600. Die Orgel mit zehn Registern, einem Manual und einem Pedal baute 1856 Balthasar Schlimbach.